# Giovanni Gualberto Brunetti
Giovanni Gualberto Brunetti (Pisa, 1706 – 1787) fou un compositor italià del Barroc.
Era germà del també compositor Gaetano Brunetti (1744-1798). El 1764 va compondre la seva peça més famosa, el seu Stabat Mater, Op. 13, per a solistes de corda, clavecí i orgue. Aquest treballa s'assembla com a dues gotes d'aigua a la de Pergolesi (1710-1726). Imitar o fins i tot literalment, citant un col·lega, però, va ser al segle xviii, una pràctica generalment acceptada i va ser vist com un senyal de respecte i estima.
Va compondre música religiosa i algunes òperes, entre elles: Alessandro nell'Indie, Fatima, Lo sposo di tre, marito di nesuna, Demoofonte, La stravaganze in campagna, etc.